# Simetría de paso (matemáticas)
Una simetría de paso de un sistema lagrangiano {\displaystyle L} se define como un operador diferencial en algunos fibrados vectoriales {\displaystyle E} tomando sus valores en el espacio lineal de simetrías (variacionales o exactas) de {\displaystyle L}. Por lo tanto, una simetría de paso de {\displaystyle L} depende de las secciones de {\displaystyle E} y de sus derivadas parciales. Por ejemplo, este es el caso de las simetrías de paso en la teoría clásica de campos. La teoría de campo de Yang-Mills y la teoría de norma gravitacional ejemplifican teorías de campo clásicas con simetrías de paso.
En matemáticas, cualquier Sistema lagrangiano generalmente admite simetrías de paso, aunque puede suceder que sean triviales. En física teórica, la noción de simetrías de paso en función de las funciones de los parámetros es una piedra angular de la teoría de campos contemporánea.
Las simetrías de paso poseen las siguientes dos peculiaridades:
1. Siendo simetrías lagrangianas, las simetrías de paso de un sistema lagrangiano satisfacen el primer teorema de Noether, pero la corriente conservada correspondiente {\displaystyle J^{\mu }} toma una forma superpotencial particular {\displaystyle J^{\mu }=W^{\mu }+d_{\nu }U^{\nu \mu }} donde el primer término {\displaystyle W^{\mu }} desaparece en las soluciones de las ecuaciones de Euler-Lagrange y el segundo es un término de frontera, donde {\displaystyle U^{\nu \mu }} se llama superpotential.[4]
2. De acuerdo con el segundo teorema de Noether, existe correspondencia uno-a-uno entre las simetrías de paso de un sistema lagrangiano y las identidades de Noether que satisface el operador de Euler–Lagrange. En consecuencia, las simetrías de paso caracterizan la degeneración de un sistema lagrangiano.[5]

Debe tenerse en cuenta que, en teoría cuántica de campos, una generación funcional no puede ser invariante bajo transformaciones de paso, y las simetrías de paso se reemplazan con simetrías BRST, dependiendo de fantasmas y actuando tanto en campos como en fantasmas.